# Snellenius peruensis
Snellenius peruensis är en stekelart som beskrevs av Roy D. Shenefelt 1968. Snellenius peruensis ingår i släktet Snellenius och familjen bracksteklar. Inga underarter finns listade i Catalogue of Life.